# Hamilton Macallum
Hamilton Macallum, né le 22 mai 1841 à Kames dans l'Argyllshire et mort le 23 juin 1896 à Beer, est un peintre écossais.

## Biographie
Hamilton Macallum naît le 22 mai 1841 à Kames dans l'Argyllshire. Il est le deuxième fils de John Macallum.
Son père le destinant au commerce, ce n'est qu'à vingt trois ans qu'il peut s'adonner complètement à la peinture. Il arrive à Londres en 1864, entre comme élève à la Royal Academy et commence à exposer en 1866. Il peint surtout des marines et des scènes de la vie des pêcheurs, traitant tour à tour les cCôtes du Devonshire, de l'Écosse, du sud de l'Italie et de la Hollande. On lui doit aussi nombre de sujets rustiques. Il peint presque constamment en plein air et ses œuvres s'en ressentent. Il rend avec beaucoup de charme les effets du soleil et ses ouvrages possèdent un caractère de vérité qui les rend fort attrayants. Il se fait une place distinguée parmi les peintres le l'École écossaise.
Hamilton Macallum meurt le 23 juin 1896 à Beer.

## Œuvres
- Bateau de pêche de la côte ouest de l'Écosse[3].
- Récolte de varech sur la côte ouest d'Écosse[4].

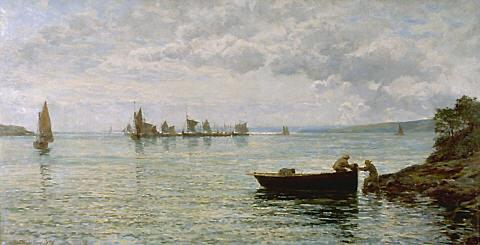
On shore for water, 1878, Musée d'Art d'Auckland.
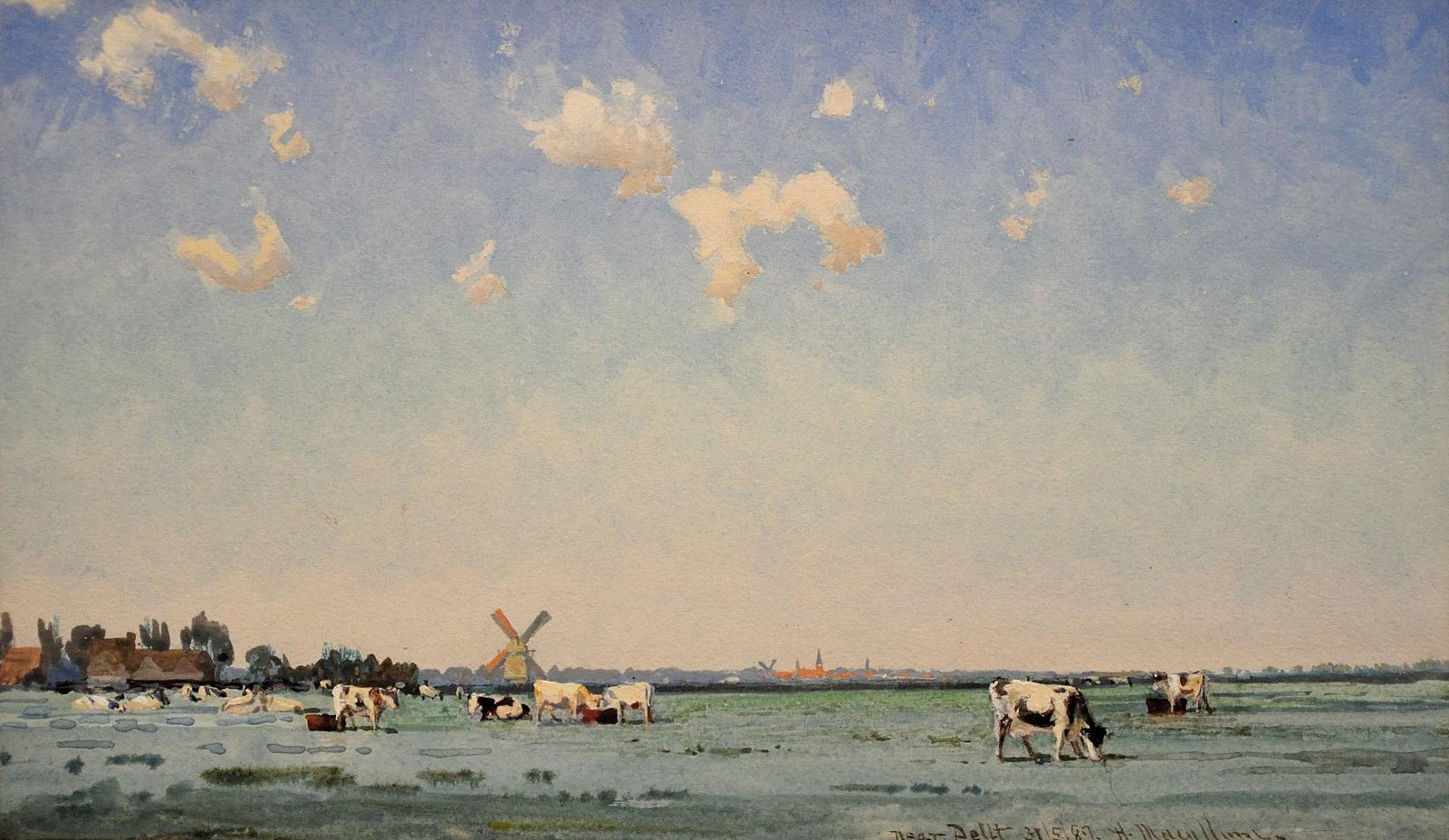
Pasture, Near Delft, 1887.